# Cressey (Kalifornija)
Cressey je naseljeno područje za statističke svrhe u američkoj saveznoj državi Kalifornija. Prema popisu stanovništva iz 2010. u njemu je živjelo 394 stanovnika.